# Georg Sellmann
Georg Sellmann, född 17 september 1839 i Pommersfelden, Franken, Bayern, död 16 oktober 1920 i Sankta Eugenia katolska församling, Stockholm, var en bryggare och disponent.
Sellmann utvandrade till Sverige som 14-åring. Han engagerades som bryggarlärling hos sin morbror Franz Adam Bechmann som med tiden även lät adoptera honom. Efter Bechmanns död arrenderade Sellmann bland annat ett bryggeri i Gustavsberg och var senare bryggarmästare vid Erlangens bayerska bryggeri i Uppsala. År 1870 återvände Georg Sellmann till Stockholm och blev bryggmästare vid Hamburgerbryggeriet. Efter några år blev han delägare i bryggeriet vars huvudägare vid denna tid var Frans Heiss. På Heiss uppmaning började Sellmann experimentera med pilsnertillverkning och blev den första som bryggde denna dryck i Sverige. Resultatet blev mycket gott och den nya ölsorten resulterade i stora försäljningsframgångar för bryggeriet. Framgångarna var så stora att Hamburgerbryggeriet mot slutet av 1880-talet fick lämna lokalerna på Luntmakargatan för nya på Surbrunnsgatan, vilka står kvar än idag.
År 1889 gick Hamburgerbryggeriet samman med ett flertal andra bryggerier till konsortiet AB Stockholms Bryggerier. Sellmann spelade en viktig roll vid fusionen, invaldes redan under interimsstadiet i AB Stockholms Bryggeriers styrelse och blev kvar där till sin död 31 år senare. I och med fusionen lämnade Sellmann arbetet på Hamburgerbryggeriet och blev istället disponent på Bjurholms Porterbryggeri, som också var en del av Stockholmsbryggerier.
Sellmann var aktiv i sällskapslivet och uppbar många förtroendeuppdrag. Bland annat var han den första ordföranden i Club Cerevisia, en föreningen bildad av unga bryggare som ville förbättra den kollegiala sammanhållningen. I Svenska Bryggareföreningen inträdde han året efter grundandet och hamnade med tiden i styrelsen, där han bl.a. uppbar posterna som revisor och vice ordförande. Sellmann innehade vidare höga grader i sällskapsordnarna Par Bricole och Timmermansorden och var aktiv i Deutsche Gesellschaft och ständig medlem av Deutsche Hülfsverein. Slutligen var Sellmann aktiv i den katolska världen: han var till exempel hedersledamot i Concordia Catholica, mångårig revisor i S:t Josefs förening och styrelsemedlem av Josephinahemmet i 43 år.
Georg Sellmann gifte sig 1872 med Maria (Marie) Kempe. Paret Sellmann fick många barn, av vilka sju nådde vuxen ålder.
Sellman och hans bror stavade ursprungligen namnet Seelmann, men bytte det först till Sellman när de ankom till Sverige. Efter några år fastnade de dock för stavningen Sellmann, vilket släkten sedan dess brukat.